# Johannes Hevelius
.

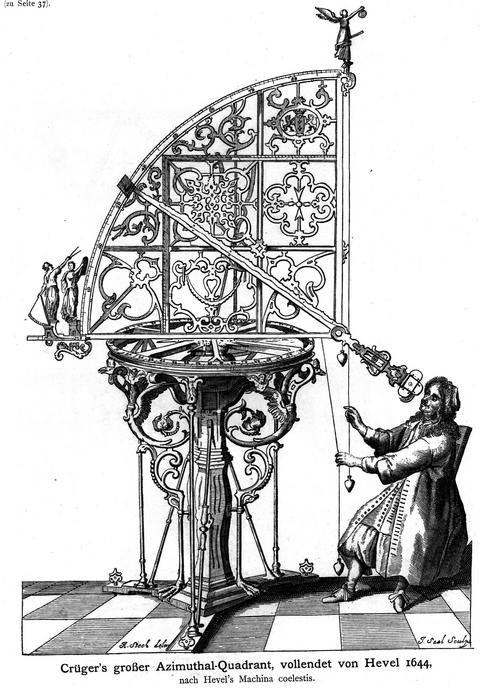
Marele cvadrant azimutal al lui Crüger, perfecționat de către Hevelius, 1644. Observatorul este Hevelius

Johannes Hevelius (latină), numit și Johannes Hewel, Johann Hewelke, Johannes Höwelcke (în germană), sau Jan Heweliusz (în poloneză), (n. 28 ianuarie 1611, Gdańsk, Polonia-Lituania – d. 28 ianuarie 1687, Gdańsk, Polonia-Lituania) a fost un astronom, consilier, matematician, constructor de instrumente științifice și primar în Danzig (Gdańsk). În astronomie este cunoscut ca fondator al topografiei lunare și pentru mai multe constelații introduse de el, care sunt folosite și astăzi. A inventat, printre altele, periscopul și a folosit pendulul pentru a observa eclipsa Soarelui.
Constelații numite de Heweliusz: Șopârla, Leul Mic, Câinii de Vânătoare, Sextantul, Vulpea, Linxul, Scutul lui Sobieski. Toate acestea au fost aprobate de Uniunea Astronomică Internațională în secolul al XX-lea și sunt încă în vigoare. 

## Lucrări
- Historiola Mirae (1662)
- Prodromus cometicus (1665)
- Cometographia (1668)
- Machina coelestis (volumul I, 1673), ediția volumului II (1679) a fost distrusă aproape în întregime într-un incendiu
- Annus climactericus (1685)
- Prodromus astronomiae (1690), un catalog de 1564 stele, postum
- Firmamentum Sobiescianum (1690), un atlas stelar bazat pe catalog care conține și cele șapte constelații introduse de el care mai sunt folosite și azi.